# Ansonia tiomanica
Ansonia tiomanica és una espècie d'amfibi de Malàisia amenaçada d'extinció per la destrucció de l'hàbitat.
Es coneix només en dos llocs de l'illa de Tioman (a l'est de la Península Malaia), d'on és endèmica. Es relaciona amb tarteres i salts d'aigua en coves i se suposa que cria en corrents d'aigua.
L'illa de Tioman és una àrea protegida i la població d'aquesta espècie es considera estable, tot i que és vulnerable per la seva reduïda àrea i pel risc que la implantació d'infraestructures turístiques en perjudiqui l'hàbitat.